# Erica Cipressa
Erica Cipressa (Mirano, 18 maggio 1996) è una schermitrice italiana, specializzata nel fioretto.

## Biografia
È figlia di Andrea Cipressa, oro olimpico nel fioretto a squadre all'Olimpiade di Los Angeles 1984 e poi commissario tecnico della nazionale italiana di fioretto.
Ha vinto la medaglia d'argento alla Coppa del Mondo di scherma 2018, ad Algeri, battuta in finale dalla connazionale Alice Volpi.
Erica conquista l'oro alle Universiadi 2019 di Napoli contro la francese Patru per 15-3 nel fioretto femminile. L'8 luglio seguente, insieme con Camilla Mancini e Martina Sinigalia, vince l'oro nella gara a squadre del fioretto, battendo in finale la Russia per 45-38. Il 29 luglio 2021 vince la medaglia di Bronzo all'Olimpiade di Tokyo nel Fioretto a squadre, insieme con Arianna Errigo, Alice Volpi e Martina Batini, in seguito alla vittoria dell'Italia sugli Stati Uniti d'America per 45-23 nella finale olimpica per il bronzo.

## Palmarès

### Risultati élite
In carriera ha ottenuto i seguenti risultati:
Giochi olimpici
Individuale
A squadre
- Bronzo nel fioretto a Tokyo 2020

Universiadi
Individuale
- Oro nel fioretto a Napoli 2019

A squadre
- Oro nel fioretto a Napoli 2019

Campionati italiani
Individuale
- Bronzo nel fioretto a Palermo 2019

A squadre
- Oro nel fioretto a Torino 2015
- Oro nel fioretto a Milano 2018
- Oro nel fioretto ad Courmayeur 2022
- Oro nel fioretto a Cagliari 2024
- Oro nel fioretto ad Piacenza 2025
- Argento nel fioretto a Palermo 2019
- Argento nel fioretto a Cassino 2021
- Bronzo nel fioretto a Roma 2016

### Risultati giovani
Mondiali giovani
Individuale
- Argento nel fioretto a Bourges 2016

A squadre
- Oro nel fioretto a Parenzo 2013
- Oro nel fioretto a Tashkent 2015
- Bronzo nel fioretto a Plovdiv 2014
- Bronzo nel fioretto a Bourges 2016

Mondiali cadetti
Individuale
- Bronzo nel fioretto a Mosca 2012
- Bronzo nel fioretto a Parenzo 2013

Europei Under-23
Individuale
- Bronzo nel fioretto a Minsk 2017

A squadre
- Argento nel fioretto a Plovdiv 2016
- Bronzo nel fioretto a Minsk 2017

Europei giovani
Individuale
- Oro nel fioretto a Novi Sad 2016
- Argento nel fioretto a Gerusalemme 2014

A squadre
- Oro nel fioretto a Budapest 2013
- Oro nel fioretto a Gerusalemme 2014
- Bronzo nel fioretto a Maribor 2015
- Bronzo nel fioretto a Novi Sad 2016

Europei cadetti
Individuale
- Argento nel fioretto a Parenzo 2012

A squadre
- Oro nel fioretto a Klagenfurt 2011
- Oro nel fioretto a Parenzo 2012
- Bronzo nel fioretto a Budapest 2013

Campionati del mediterraneo giovani
Individuale
- Oro nel fioretto a Beirut 2011

A squadre
Campionati del mediterraneo cadetti
Individuale
- Oro nel fioretto a Beirut 2011

A squadre